# Gebäude Deichstraße 4
Das Gebäude Deichstraße 4 in Cuxhaven stammt vom Anfang des 20. Jahrhunderts.
 
Das Haus wird heute (2025) für Verwaltungszwecke (Kanzlei und Versicherung) sowie als Wohngebäude genutzt.
Das Gebäude steht unter niedersächsischem Denkmalschutz und ist in der Liste der Baudenkmale in Cuxhaven enthalten.

## Geschichte
Die Deichstraße wurde benannt nach dem ursprünglichen Verlauf am westlichen Hafenobdeich. Rund zehn Häuser sind hier denkmalgeschützt.
Das zweigeschossige verputzte repräsentative Gebäude von 1900 mit einem seitlichen markanten barockisierenden Giebelerker entstand im Stil des Historismus (Neobarock) mit einer Giebelspitze als Giebelblume nach Plänen von Rudolph Glocke als Wohnhaus für den Hotelier Roloff Siebers. Die reichen Stuckverzierungen an der Fassade und im Innern im französisch beeinflussten Neurokoko-Stil wurden nicht verändert.
Der Architekt Rudolph Glocke hat in Cuxhaven zudem die Häuser Alter Deichweg 17, Am Seedeich 5, Bahnhofstraße 14, Catharinenstraße 22, Cuxhavener Straße 103 und Kleine Hardewiek 2 entworfen.
Die Gebäude Deichstraße 5 bis 8, 9, 10, 12A, 13a, 20 und 40 stehen auch unter Denkmalschutz; für Nr. 12 wurde der Denkmalschutz aufgehoben.